# Várad
Várad é um município da Hungria, situado no condado de Baranya. Tem 7,93 km² de área e sua população em 2019 foi estimada em 120 habitantes.